# Synagogue de Gabin (1710-1939)
La synagogue en bois de Gabin a été détruite par les troupes nazies comme des dizaines d'autres en Pologne durant la Seconde Guerre mondiale. 

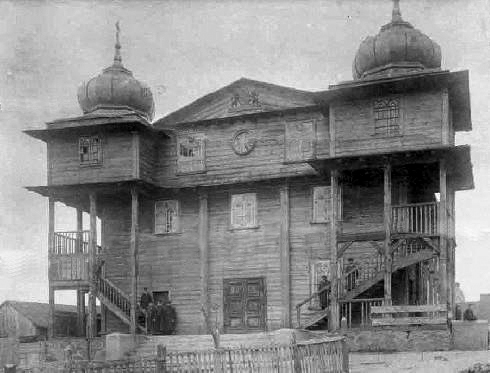
Vue frontale de la synagogue.

## Historique

### Les synagogues en bois
Les juifs se sont installés dans la République des Deux Nations (qui recouvre approximativement les territoires actuels de la Pologne, de la Lituanie, de la Biélorussie et de l'Ukraine) massivement  à partir du XVe siècle, fuyant les persécutions d'Europe de l'Ouest, d'Allemagne et de Tchécoslovaquie. Si la bourgeoisie juive choisit de s'établir de préférence dans les grandes villes, le petit peuple, principalement composé d'artisans, de commerçants et de colporteurs s'installe dans les campagnes soit en créant des quartiers juifs dans les villages déjà existants, soit en créant de véritables villages juifs, les shtetl.
La campagne polonaise voit alors se construire un très grand nombre de synagogues, plusieurs milliers, quelques-unes en pierre, mais surtout en bois. La Pologne d'alors est un pays fortement boisé et les constructions en bois pour les habitations comme pour les édifices publics, malgré les risques importants d'incendie sont majoritaires.
La richesse de la communauté se reflète dans la dimension de la synagogue, son aménagement intérieur et par la somptuosité de ses objets liturgiques.
Du XVIIe au XXe siècle, les très nombreux pogroms qui anéantissent une grande partie des communautés juives de Pologne, commencent le plus souvent par l'incendie de la synagogue. En 1648-1649 lors des massacres par les Cosaques de Khmelniyski, lors des incursions des Suédois, des Turcs, des Russes, lors des soulèvements populaires de 1831 et de 1863, et même lors des pogroms durant la Première Guerre mondiale, des milliers de synagogues sont détruites. Si bien qu'entre les deux guerres mondiales, il n'existe plus qu'à peine plus d'une centaine de synagogues en bois en Pologne.

### La synagogue de Gabin

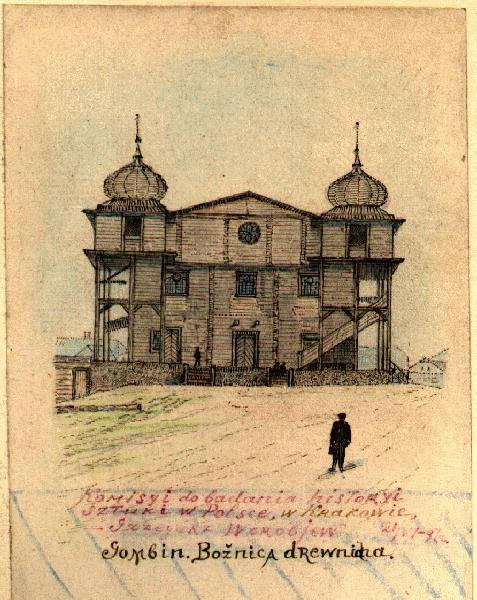
Dessin de la synagogue datant de 1893.

Gabin (Gąbin en polonais ; Gombin en allemand) est une ville de Pologne, de la voïvodie de Mazovie, comté de Plock, située à 123 km au nord-ouest de Varsovie. Elle est située sur les bords de la rivière Nida. Actuellement elle compte 4 230 habitants.
La communauté juive de Gabin date de la seconde moitié du XVIe siècle. Au recensement de 1861, Gabin a 2 624 habitants dont 1 909 Juifs. En 1877, sur les 5 834 habitants, à peu près la moitié sont juifs.
La synagogue en bois est construite en 1710 et restaurée de 1893 à 1911. Avant la Seconde Guerre mondiale, elle est considérée par l'État polonais comme un monument historique, partie intégrante de l'héritage culturel national et sous la supervision spéciale du Département des musées.
De nombreux visiteurs de Pologne mais aussi de l'étranger viennent régulièrement admirer son architecture et les magnifiques bas-reliefs sculptés sur le mur oriental.
La structure de la synagogue se différencie des autres synagogues en bois par ses deux tours de style baroque et leur dôme en bulbe d'oignon rappelant certaines églises chrétiennes.  Elle mesure approximativement 18 mètres de large par 16 mètres de profondeur avec une hauteur estimée de 17 mètres.
L'intérieur de la synagogue est de style baroque. L'Arche sainte à trois niveaux est décorée de motifs floraux sculptés selon la légende avec seulement un couteau, selon les méthodes traditionnelles régionales. La bimah (l'autel) est protégée par un lambrequin multicolore cousu à partir de drapeaux provenant de l'armée française napoléonienne. La montée à la bimah se fait par six petites marches. Sur la bimah se trouve la chaise pour le prophète Élie.
Un vieux chandelier à sept branches en cuivre doré surmonté de l'aigle polonais, datant d'avant la première partition de la Pologne de 1772, éclaire l'intérieur de la synagogue.
La synagogue possède plus de cinquante rouleaux de la Torah, tous luxueusement enveloppés.
Dans l'antichambre, à droite de l'entrée, sont entreposées des chaînes qui avaient été utilisées il y a fort longtemps pour punir les offenseurs de la religion. Entre autres, des chaînes formées de deux cercles, qui se refermaient autour du cou du contrevenant.
En 1833, une petite école talmudique est construite à côté de la synagogue. Celle-ci possède cinq rouleaux de la Torah.

### La destruction
En 1939, la population juive de Gabin s'élève à 3 100 personnes.
Quelques jours après le début de l'invasion de la Pologne par les troupes nazies, les Allemands, accompagnés des fascistes locaux, mettent le feu à la synagogue et à l'école talmudique le 21 septembre 1939, le jour sacré de Yom Kippour, après les avoir aspergées d'essence.
Un trésor artistique, cultuel et culturel qui avait survécu plus de 230 ans, part en feu en quelques minutes.
Toute la population juive de Gabin est alors rassemblée sur la place du « Nouveau Marché ». Quand les maisons près de la synagogue commencent aussi à s'enflammer, les Allemands forcent les juifs à y pénétrer pour sauver les biens qui s'y trouvent, tandis que les troupes nazies hilares prennent des photos. Plusieurs personnes périront dans les flammes.
Dès octobre 1939, le port de l'étoile jaune pour les Juifs de Gablin est obligatoire.
Début 1940, les juifs sont expulsés de leur maison et rassemblés dans le ghetto de Gabin. Le nombre de juifs enfermés dans le ghetto est de 2 100, dont à peu près 250 provenant des villages alentour. Du début de 1941 jusqu'à la liquidation du ghetto, les Allemands déportent les juifs vers les camps de travail de Konin, d'Eindziov, de Hohenzaltz et vers le camp d'extermination de Chelmno.
Après la guerre, de toute la population juive de Gabin, il ne reste que 230 personnes. Parmi elles, 18 ont survécu au camp de Konin, 212 se sont réfugiées au moment de l'entrée des troupes allemandes dans la partie de la Pologne occupée par l'Union soviétique et 32 se sont cachées dans la « partie aryenne » de Gabin. La majorité des survivants décident après la guerre de rejoindre l'État d'Israël nouvellement créé.

## À voir
Moshe Verbin a réalisé, sous la direction des architectes et chercheurs polonais Maria et Kazimierz Piechotka, des maquettes des principales synagogues en bois de Pologne détruites par les nazis.
Ces maquettes sont exposées au ORT College de Givat Ram à Jérusalem, Israël.

## Galerie

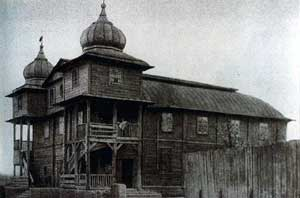
vue d'ensemble de la synagogue